# الانتماء إلى
الانتماء إلى (بالإنجليزية: BeLonG To)‏ هي منظمة للشباب الشباب المثليين والمثليات ومزدوجي التوجه الجنسي والمتحولين جنسياً في أيرلندا تقدم خدماتها للشباب الذين تتراوح أعمارهم بين 14-23 عامًا. وهي مؤسسة خيرية مسجلة وتدعمها وزارة التعليم الأيرلندية. تم إنشاءها في مارس 2003.
تلقت المجموعة تمويلًا من الصندوق الأوروبي للاجئين في يونيو 2011 لتقديم الدعم للاجئين الشباب الذين يلتمسون اللجوء في أيرلندا بسبب الاضطهاد بسبب توجههم الجنسي. في يناير 2012، تم الإشادة بالمجموعة من قبل رئيس مكتب المفوضية السامية للأمم المتحدة لشؤون اللاجئين في أيرلندا لعملها مع اللاجئيين المثليين والمثليات ومزدوجي التوجه الجنسي والمتحولين جنسياً، ووصفها بأنها «نموذج عالمي لأفضل الممارسات».

## التاريخ
تعود أصول منظمة «الانتماء إلى» إلى مجموعة شبابية سابقة مقرها دبلن تسمى «آوتيوث» (بالإنجليزية: OutYouth)‏، والتي يديرها متطوعون شباب بالتعاون مع «غاي سويتشبورد دبلن» (بالإنجليزية: Gay Switchboard Dublin)‏. بسبب الطبيعة التطوعية للمجموعة، كانت عملياتها متقطعة في بعض الأحيان. في السنوات الأخيرة من وحود آوتيوث، اجتمعت المجموعة مع منظمات المثليين الأخرى في دبلن ومجلس خدمات شباب مدينة دبلن للحصول على تمويل لمشروع جديد لخدمة الشباب. حصل المشروع على تمويل من وزارة التعليم الأيرلندية وتم تشكيل المنظمة في مارس 2003.

## المنظمات

### دبلن
- «الانتماء إلى الأحد» (بالإنجليزية: BeLonG To Sunday)‏ للأطفال الذين تتراوح أعمارهم بين 14 و 17 عامًا. يلتقون 3 مساءً كل ثاني أحد، عدا عطلة نهاية الأسبوع في البنوك.
- «التفرد» (بالإنجليزية: IndividualiTy)‏ للأفراد الذين تتراوح أعمارهم بين 14 إلى 23 عامًا والذين يعتبرون أنفسهم متحولين جنسيا أو يتساءلون عن هويتهم. يجتمعون كل ثاني أربعاء من 5:30 مساءً إلى 7:30 مساءً.
- «أكثر من 18 عامًا» (بالإنجليزية: Over 18's)‏ لمن تتراوح أعمارهم بين 18 و 23 عامًا. يجتمعون كل ثاني ثلاثاء من الساعة 6:00 مساءً وحتى 8:00 مساءً.
- «ليديبيردز» (بالإنجليزية: Ladybirds)‏ للبنات التي تتراوح أعمارهن بين 14 و 23 عامًا، اللواتي يُعرّفن أنفسهن أنهن من المثليات أومزدوجات التوجه الجنسي أو المتحولات جنسيا أو غير ثنائيات الجندر. يجتمعون كل ثاني خميس من الساعة 6 مساءً وحتى 8 مساءً.